# Chapelle Notre-Dame de la Baume
La chapelle Notre-Dame de la Baume est une cavité aménagée actuellement, située dans la commune de La Palud-sur-Verdon mais qui se trouvait autrefois sur le territoire de celle de Châteauneuf-lès-Moustiers, dans le département des Alpes-de-Haute-Provence. Une chapelle est bâtie à l’intérieur de la grotte.

## Toponymie
Une forme ancienne apparaît dans un compte des décimes de 1274 : balmis de Castro Novo (pouillé du diocèse de Riez). Elle est connue dans les archives communales de Châteauneuf sous le nom de chapelle de Notre-Dame de la Baume. Ici, « baume » a le sens de "grotte, abri sous roche". La cavité est aussi appelée grotte des Templiers.

## Géologie
La grotte s'ouvre dans les calcaires du Jurassique.

## Description
Les deux grands porches superposés de la grotte Notre-Dame sont situés à la base d’une paroi calcaire. Ces porches sont séparés par un plancher rocheux épais de plusieurs mètres, tandis qu’un escalier conduit à la grotte inférieure défendue par une courtine et percée de meurtrières. Le porche de l’étage inférieur est si grand que l’on y a construit une chapelle à l’intérieur. La date de 1746 est inscrite sur sa façade, mais il est probable que la construction de cette chapelle soit antérieure. On passe ensuite par un boyau long d’une dizaine de mètres pour atteindre l’étage supérieur défendu par un simple muret.

## Tradition et rites
Le « jour de l'Assomption, les fidèles venaient entendre la messe dans celle[Quoi ?] de Châteauneuf, près de Moustiers-Sainte-Marie ». La « tradition porte qu’un religieux Templier, s’étant évadé de sa prison, lors du procès célèbre intenté à cet ordre, vint s’y réfugier, et qu’il y mourut en odeur de sainteté. On y a depuis construit une chapelle en l’honneur de la sainte Vierge, où l’on se rend en procession, le jour de l’Assomption. »

## Aménagements
La grotte abrite une chapelle probablement édifiée au XVII ou XVIIIe siècle, d’où son nom de grotte Notre-Dame, mais elle a eu aussi une vocation militaire.  
Selon Raymond Collier, une petite communauté de moines, des sortes d’ermites, habitait la grotte durant le XIIIe siècle. Cette occupation est attestée par un compte de décime de 1274, un impôt ecclésiastique. La tradition rapporte que les murs de fortification ont été mis en place au Moyen Âge, alors que les seigneurs de Rougon harcelaient leurs voisins pour accaparer leurs biens, notamment les moulins édifiés le long de la rivière du Bau : « Le Sir de Châteauneuf, à l’époque médiévale, perpétuellement attaqué par ce Sir de Rougon, d’humeur particulièrement combative, concentrait son armée dans la grotte Notre-Dame ».
En effet, la technique de construction de la courtine et la présence de meurtrières évoquent plutôt le XVIIe, voire le XVIe siècle, période où les conflits sanglants sont fréquents : invasions de la Provence par Charles Quint et surtout les guerres de Religion.